# Tage
Tage er et drengenavn, der stammer fra olddansk "Taki". Det kan betyde enten "udholdende" eller være afledet af verbet "tage" og dermed betyde "modtager". Navnet findes også i varianten Thage. Det er faldende i popularitet gennem de senere år, og omkring 5.400 danskere bærer et af disse navne ifølge Danmarks Statistik.

## Kendte personer med navnet
- Tage Danielsson, svensk skuespiller, instruktør og forfatter (1928-1985).
- Tage Erlander, svensk politiker og statsminister (1901-1985).
- Tage Kaarsted, dansk historiker (1928-1994).
- Tage Lyneborg, dansk arkitekt (1946-2020).
- Tage Reedtz-Thott, dansk baron, politiker og konsejlspræsident (1839-1923).
- Tage Skou-Hansen, dansk forfatter (1925-2015).

## Navnet anvendt i fiktion
- "Kalendervender Tage" er titlen på en børnesang skrevet af Halfdan Rasmussen udgivet i Himpegimpe og andre børnerim (1957).[2] Den er blandt andet indsunget af Kim Larsen på hans album Glemmebogen for børn fra 2008.[3]